# Niederstaufenbach
Niederstaufenbach ist eine Ortsgemeinde im Landkreis Kusel in Rheinland-Pfalz. Sie gehört der Verbandsgemeinde Kusel-Altenglan an, innerhalb derer sie gemessen an der Einwohnerzahl die achtkleinste und gemessen an der Fläche die zweitkleinste Ortsgemeinde darstellt.

## Geographie
Niederstaufenbach liegt in der Westpfalz innerhalb des Nordpfälzer Berglandes in dessen Teilbereich Obere Lauterhöhen zwischen dem Walbersberg und dem Krämel. Südöstlich schließt sich bereits der Landkreis Kaiserslautern an. Im Norden befindet sich Bosenbach, im Südosten Reichenbach-Steegen, im Süden Oberstaufenbach und westlich liegt Föckelberg.
Mitten durch den Ort verläuft der Reichenbach. Vor Ort nimmt er inmitten der Bebauung kurz nacheinander von links den Lochbach und von rechts den namensgebenden Niederstaufenbach auf.

## Geschichte
Von 1798 bis 1814, als die Pfalz Teil der Französischen Republik (bis 1804) und anschließend Teil des Napoleonischen Kaiserreichs war, war Niederstaufenstaufenbach in den Kanton Wolfstein eingegliedert. 1815 gehörte der Ort zunächst zu Österreich. Nach dem Wiener Kongress wurde er ein Jahr später dem Bayern zugeschlagen. Von 1818 bis 1862 gehörte Nieder-Staufenbach – so die damalige Schreibweise – weiterhin dem Kanton Wolfstein an und war Bestandteil des Landkommissariat Kusel, das anschließend in ein Bezirksamt umgewandelt wurde.
1939 wurde der Ort in den Landkreis Kusel eingegliedert. ach dem Zweiten Weltkrieg wurde die Gemeinde innerhalb der französischen Besatzungszone Teil des damals neu gebildeten Landes Rheinland-Pfalz. Im Zuge der ersten rheinland-pfälzischen Verwaltungsreform wurde Oberstaufenbach 1972 Bestandteil der Verbandsgemeinde Altenglan. Seit 2018 gehört der Ort zur Verbandsgemeinde Kusel-Altenglan.

## Religion
Die Katholiken gehören zum Bistum Speyer und unterstehen dort dem Dekanat Kusel, die Evangelischen zur Protestantischen Landeskirche der Pfalz. Jahrhundertelang war die rund zwei Kilometer nördlich befindliche Wolfskirche, von der lediglich der Turm erhalten blieb, für Niederstaufenbach zuständig.

## Politik

### Bürgermeister
Karl Hahnenberger wurde 2014 Ortsbürgermeister von Niederstaufenbach. Bei der Direktwahl am 26. Mai 2019 wurde er mit einem Stimmenanteil von 92,86 % für weitere fünf Jahre in seinem Amt bestätigt. Er wurde im Juni 2024 wiedergewählt.
Hahnenbergers Vorgänger war Werner Kraus.

### Wappen
| Wappen von Niederstaufenbach | Blasonierung: „Das Wappen zeigt ein schwarzes Schildhaupt mit goldenem Wellenbalken, darunter einen roten, blaubezungten und blaubewehrten Löwen auf goldenem Grund vor einem schwarzen Felsen.“                                                                  |
| Wappen von Niederstaufenbach | Wappenbegründung: Bei dem Löwen handelt es sich um das Wappentier der Rheingrafen. Das Wappen wurde bewusst in Anlehnung an dasjenige des Nachbarortes Oberstaufenbach gestaltet. Die Genehmigung erfolgte 1976 durch die Bezirksregierung von Rheinhessen-Pfalz. |

## Kultur
Innerhalb der Gemeindegemarkung existiert ein Naturdenkmal

## Wirtschaft und Infrastruktur

### Wirtschaft
Niederstaufenbach ist eine Pendlergemeinde.

### Verkehr
Durch Niederstaufenbach verläuft die  Landesstraße 367, die von Altenglan über Oberstaufenbach und Reichenbach-Steegen nach Rodenbach führt; von dieser zweigt die Kreisstraße 56 nach Bosenbach ab. Der Ort selbst ist durch die Buslinie 275 des VRN, die von Kusel nach Wolfstein verläuft, an das Nahverkehrsnetz angeschlossen. Im Südwesten befindet sich die A 62. In Altenglan ist ein Bahnhof der Bahnstrecke Landstuhl–Kusel.

### Tourismus
Durch Niederstaufenbach verläuft der Pfälzer-Land-Radweg, der eine Verbindung mit Altenglan sowie Enkenbach-Alsenborn schafft.